# دلاور حسين السعيدي
دِلاوَر حُسَين بْنُ يُوسُفَ ٱلسَّعِيدي هو من أبرز الدعاة والواعظين المشهورين في بنغلاديش وخطيب مفوه له تأثير كبير وقبول واسع لدى عامة المسلمين. أحد آبائه اشتهر بـ«سعيدي» فصارت الأسرة تنسب إلى هذا اللقب.

## النشأة والحياة التعليمية
ولد في 1 فبراير عام 1940م في قرية سعيد خالي في فيروزفور في منطقة باقَرْغَنْج بالبنغال (الآن بنجلاديش). كان والده يوسف السعيدي محاضرا وعالما في الإسلام ، ومن خلفاء وتلاميذ المفتي أبو جعفر محمد وجيه الدين الصديقي الفُرْفُراوي. أطلق الفرفراوي على الطفل اسم دِلاوَر، وتعني شجاع القلب. تنتمي بَيكَم كُلْنَهَار (والدة دلاور حسين السعيدي) إلى عائلة مسلمة نبيلة كانت قضاة صَرْخالي في بانداريا.
أتم تعليمه الابتدائي في المدرسة دار العلوم الإسلامية التي أسسها والده يوسف السعيدي، ثم التحق بمدرسة دار السنة الإسلامية العالية في سرسينا. اجتاز امتحانات القبول من سارسينا عام 1957. ثم درس في مدرسة الصديقية في بَارُيْفَارَا حيث أكمل شهادة "عالم". أخيرا ، التحق بمدرسة العالية بخُلْنَا حيث أكمل "فاضل" (بكالوريوس) و "كامل" (ماجستير). بعد الانتهاء من تعليمه في المدرسة في عام 1964 ، انخرط السعيدي في العمل البحثي. لمدة خمس سنوات ، أجرى بحثا تحليليا حول الدين والفلسفة والعلوم والسياسة والاقتصاد والسياسة الخارجية وعلم النفس والأيديولوجيات واللغات الأخرى.

## المحافل التفسيرية
بعد إكمال دراسته في عام 1960م بدأ بتفسير القرآن الكريم في محاضرات كان يلقيها في محافل السيرة النبوية والمؤتمرات والندوات، وكان حضور الجماهير في هذه المحافل كبيراً جداً، واستمر في ذلك حتى بعد استقلال بنغلاديش عن باكستان، وبداية من سنة 1974م بدأت تعقد محافله سنويا على مستوى الدولة، فكان يحاضر في كل مدينة من مدن البلاد، من ذلك: في ميدان باريد بمدنية شطغرام لخمسة أيام في كل عام، وقد حضر في هذا الحفل إمام وخطيب المسجد الحرام كرئيس المحاضرين لمرتين، وفي ميدان سركيت بمدينة خُلْنَا سنويا لمدة يومين، وفي ميدان مدرسة سلهت العالية سنويا لمدة ثلاثة أيام، وفي ميدان مدرسة راجشاهي العالية سنويا لمدة ثلاثة أيام، وفي مدينة بوغرا لمدة يومين، وفي ميدان سكة الحديد بدكا، وفي ميدان مدرسة موتيجيل وفي ميدان بلتن في كل منها لمدة ثلاثة أيام سنويا، وفي محفل السيرة البنوية الذي تقيمه المؤسسة الإسلامية في ساحة مسجد البيت المكرم وكان يحضره رئيس الدولة، وفي ميدان المحكمة العليا بدكا منذ العام 1970 وكان يحضره القاضي أبو سعيد شودري والقضاة الآخرون، وفي ميدان أدورد بمدينة ببنا، وفي استاد بمدينة ببنا وفي ميدان كلية ببنا التقنية وفي أماكن أخرى بالمدينة المذكورة لثلاثة أيام، وفي ميدان المكتبة العامة بكوملا وفي مصلى العيد بالمدينة المذكورة لمدة ثلاثة أيام سنويا، وفي استاد وميدان شاغور بمدينة بريشال وفي استاد مدينة جالكاتي وفي ميدان المدرسة المتوسطة بمدينة بيروجبور سنويا لمدة يومين، وغير ذلك.

## الانتخابات البرلمانية
انتخب عضوا في البرلمان في الانتخابات العامة مرتين: مرة في عام 1996م ومرة في عام 2001م عن الدائرة البرلمانية فيروز فور-1.

## أداءه مناسك الحج
أدى مناسك الحج في كل عام منذ 1973م، منها مرتين باستضافة ملك السعودية وخمس مرات باستضافة رابطة العالم الإسلامي بمكة المكرمة.

## زياراته الخارجية
سافر لأكثر من خمسين دولة في آسيا وأوروبا وأمريكا الشمالية وإفريقيا وأستراليا وإضافة إلى ذلك اشترك في مؤتمر عالمي عقد بمكة المكرمة الذي دعا إليه خادم الحرمين الشريفين فهد بن عبد العزيز آل سعود ملك السعودية أثناء حرب الخليج الثانية في عام 1991م لحل قضايا المسلمين الذي اشترك فيه أربعمائة شخص من العلماء البارزين والمفكرين الإسلاميين من أنحاء العالم الإسلامي.
وقد حضر في المؤتمر السنوي الأول لذكرى الثورة الإسلامية في إيران بطهران باستضافة الإمام الخميني. وحضر الجلسة لمسابقة القرآن الكريم الدولية بدبي مرتين كضيف رئيس باستضافة الشيخ محمد بن راشد آل مكتوم وحضر حفلة الأعضاء المختارين لدول الأعضاء لـ«كومن ولت» التي عقدت في كندا باستضافة حكومة كندا.

## الحصول على الألقاب والميداليات
حصل على الميداليات الكثيرة من الهيئات والمنظمات من داخل البلاد وخارجها لخدماته للأمة الإسلامية ومنها الحصول على لقب «العلامة» من قبل المركز الإسلامي لأمريكا الشمالية في شهر أغسطس لعام 1991م وحصل على «غراند مارشل» في مؤتمر المسلمين الأمريكيين الذي عقد أمام مبنى الأمم المتحدة في عام 1993م.

## التأليفات
بلغ عدد مؤلفاته 54 كتابا، منها التفسير للقرآن الكريم بأربع مجلدات، وقد ترجمت خمسة من كتبه إلى اللغة الإنكليزية.

## الحكم عليه بالإعدام
في 28 فبرائر 2013 حكمت محكمة جرائم الحرب البنغلاديشية بالإعدام على سعيدي بعد إدانته بارتكاب جرائم خلال حرب الاستقلال عام 1971م وكان قد اعتقل في يونيو/حزيران عام 2010، وأدانته المحكمة بارتكاب جرائم قتل جماعي والاغتصاب وجرائم أخرى خلال الصراع من أجل الاستقلال عام 1971. وقال منتقدو المحكمة إن التهم الموجهة لسعيدي وغيره تكمن وراءها دوافع سياسية.